# Diseño estructural
Diseño estructural es uno de los campos donde se desarrolla la Ingeniería Civil.

## Características
El diseño estructural se realiza a partir de un adecuado balance entre las funciones propias que un material puede cumplir, a partir de sus características naturales específicas, sus capacidades mecánicas y el menor costo que puede conseguirse. El costo de la estructura siempre debe ser el menor, pero obteniendo el mejor resultado a partir de un análisis estructural previo. 
El diseño estructural debe siempre de obtener un rendimiento balanceado entre la parte rígida y plástica de los elementos, ya que en muchas ocasiones, un exceso en alguno de estos dos aspectos pueden conducir al fallo de la estructura.

## Materiales
Usualmente los materiales utilizados en la parte estructural deben cumplir otro tipo de funciones, tales como aislante térmico, acústico, intemperie, impermeabilidad, división de ambientes y otros propios dentro de una estructura.
Además, dentro de otras funciones que cumplen los elementos dentro del diseño estructural están los aspectos arquitectónicos, los cuales deben ser integrados dentro del diseño estructural, a fin de obtener el mejor rendimiento de la estructura total.
El diseño de una estructura parte de una tipología base para a continuación realizar el cálculo adecuado de resistencias en cada una de sus partes conocidos los materiales y las cargas actuantes.
Para un diseño adecuado se deben tener en cuenta las combinaciones de cargas y en general cualquier situación a la cual se pueda ver sometida la estructura diseñada.

## Tipos de estructura
Las tipologías de estructuras se pueden dividir atendiendo a diferentes aspectos:
- 1.- Espaciales o planas

- 2.- Materiales: acero, hormigón, madera, mixtas...

- 3.- Isostáticas, hiperestáticas, hipostáticas.

- 4.- Uso industrial o residencial: arquitectónico, monumental, artístico...

Para su desarrollo se debe atender la normativa legal en cada país que establece unos mínimos de modo que se puedan establecer responsabilidades penales en caso de accidente (por derrumbe o rotura). En España la norma se engloba dentro del código técnico de la edificación y normas adicionales.